# Bobby Cannavale
Robert (Bobby) Cannavale (Union City (New Jersey), 3 mei 1970) is een Amerikaans acteur.
Bobby is bekend geworden door zijn rol als Bobby Caffey in twee seizoenen van de televisieserie Third Watch. Daarnaast had hij voor twee jaar een gastrol in de serie Will & Grace als de vriend van Will Truman (gespeeld door Eric McCormack). Voor deze rol won hij een Emmy Award voor "Best Guest Star in a Comedy Series" (beste gastrol in een comedy).
Ook speelde hij maffiabaas Gyp Rosetti in de HBO-serie Boardwalk Empire.

## Filmografie
- I'm Not Rappaport (1996) – Klant parkeerplaats
- Night Falls on Manhattan (1997) – Vigoda Assistant #1
- When Trumpets Fade (1998, televisie) – Captain Zernek
- Gloria (1999) – Jack Jesús Nuñez
- The Bone Collector (1999) – Steve, Amelia's vriend
- Third Watch (1999, televisieserie) – Roberto "Bobby" Caffey (1999–2001)
- The Devil and Daniel Webster (2001)
- 100 Centre Street (2001, televisieserie) – Jeremiah "J.J." Jellinek
- 3 A.M. (2001) – Jose
- Washington Heights (2002) – Angel
- The Guru (2002) – Randy
- The Station Agent (2003) – Joe Oramas
- Kingpin (2003) – Chato Cadena
- Fresh Cut Grass (2004)
- Haven (2004) – Lieutenant
- Shall We Dance? (2004) – Chic
- The Breakup Artist (2004) – Buurman
- Happy Endings (2005) – Javier
- The Exonerated (2005, televisie) – Jesse, Sunny's man
- Romance & Cigarettes (2005) – Fryburg
- Fast Food Nation (2006) – Mike
- Snakes on a Plane (2006) – Hank Harris
- The Night Listener (2006) – Jess
- 10 Items or Less (2006) – Bobby
- Dedication (2007) – Don Meyers
- The Take (2007) – Agent Steve Perelli
- The Merry Gentleman (2008) – Micheal
- Diminished Capacity (2008)
- 100 Feet (2008)
- Brief Interviews with Hideous Men (2008)
- Paul Blart Mall Cop (2009) – Commander James Kent
- The Other Guys (2010) – Jimmy
- Tower Heist (2011) – Paul Wayne Parker
- Win Win (2011) – Terry Delfino
- Roadie (2011) – Randy Stevens
- Movie 43 (2013) – valse Superman
- Parker (2013) – Jake Fernandez
- Lovelace (2013) – Butchie Peraino
- Blue Jasmine (2013) – Chili
- Chef (2014) – Tony
- Annie (2014) – Guy
- Danny Collins (2015) – Tom Donnelly
- Ant-Man (2015) – Paxton
- Vinyl (2016) – Richie Finestra
- Mr. Robot (2017–2019) – Irving
- Jumanji: Welcome to the Jungle (2017) – Russel van Pelt
- Ant-Man and the Wasp (2018) – Paxton
- Motherless Brooklyn (2019) – Tony Vermonte
- Jolt (2021) – Rechercheur Vicars
- Nine Perfect Strangers (2021) – Tony Hogburn
- Blonde (2022) – De ex-sporter
- The Watcher (2022) – Dean Brannock
- Unstoppable (2024) - Rick Robles
- Incoming (2024) - Mr. Studebakes
- Blue Moon - Eddie